# Предраг Павловић (глумац)
Предраг Павловић (Краљево, 17. августа 1970) српски је позоришни, телевизијски и филмски глумац. Стални је члан Краљевачког позоришта.

## Филмографија
| Год.  | Назив                       | Улога                |
| ----- | --------------------------- | -------------------- |
| 1988. | Кућа поред пруге            | Кенац                |
| 2018. | Немањићи — рађање краљевине | Епископ Калиник      |
| 2018. | Корени                      | Стева Чађевић        |
| 2018. | Шифра Деспот                | гранични полицајац 1 |
| 2018. | Убице мог оца               | возач камиона        |
| 2019. | Жигосани у рекету           | сељак                |
| 2020. | Јужни ветар (серија)        | Црни                 |
| 2021. | Време зла                   | Пејић                |

## Позоришне представе
- Бајка о цару и пастиру
- Варалица
- Вина и пингвина
- Вишњик
- Гласине
- Гнев Божји
- Да ли је то била шева
- Девојка модре косе
- Живоз је све што те снађе
- Заборавни Деда Мраз
- Египатски синдром
- Ивица и Марица
- Камен за под главу
- Карол
- Краљевски чабаре
- Љубавно писмо
- Љубичаста бајка
- Мала принцеза
- Меца и деца
- Новогодишња чуда
- Обичан човек
- Ожалошћена фамилија
- Пешице
- Пинокио
- Пиџама за шесторо
- Play Андрић или људи о којима се не може много казати
- Провинцијске анегдоте
- Путујуће позориште Шопаловић
- Рогоња
- Ружно паче
- Самоубиствена пепељуга
- Славуј и кинески цар
- Следећи идиот
- Смрт у кући
- Сумњиво лице
- Тарам барам Беца
- Трапави змај
- Чаробњак из оза
- Чишћење идиота
- Чувари природе
- Чудо у Шаргану
- Школа за жене

## Награде и признања
- Мали Јоаким за глумачко остварење улоге Вештице Стравке у представи Ивица и Марица, на 9. фестивалу „Мали Јоаким“, у Краљеву, 2016.[2]
- Глумац вечери на позоришној ревији „Театар на правом путу“ Шабачког позоришта, 2017. године, за улоге у представи Play Андрић или људи о којима се не може много казати[2]